# Danh sách tập phim Nữ sinh trung học
Đây là danh sách tập phim anime Nữ sinh trung học được sản xuất bởi J.C.Staff, và dựa trên manga cùng tên của tác giả Azuma Kiyohiko. Xê-ri gốc được phát sóng trên TV Tokyo, TV Aichi, TV Osaka và AT-X với mỗi một tập nhỏ là 5 phút nguyên tập là 25 phút từ 8 tháng 4 năm 2002 đến 30 tháng 9 năm 2002.  Xê-ri này cũng được phát hành dưới dạng VHS và DVD bởi Starchild Records;

## Danh sách tập
| #  | Tên tập phim | Ngày phát sóng     |
| -- | --- | ------------------ |
| 1  | "Child High School Student / She's a Prodigy / Scary Maybe? / Wildcat Tomo-chan! / The Osakan Gal" "Kodomo Kōkōsei / Tensai Desu / Kowai Kana? / Bakusou Tomo-chan / Ōsaka-jin Ya" (「こども高校生」 「天才です」 「こわいかな?」 「爆走ともちゃん!」 「大阪人や」)                                     | week of 2002-04-08 |
| 2  | "Osaka Today As Well / P.E., Volleyball / Hiccups / The Brain... / Brand New" "Kyō mo Ōsaka / Taiiku Barēbōru / Shakkuri / Nō ga / O Nyū" (「今日も大阪」 「体育·バレーボール」 「しゃっくり」 「脳が」 「おにゅー」)                                                                                   | week of 2002-04-15 |
| 3  | "Nyamo / Factional Rivalry / Yukari's Here / Not My Fault / Forever and Ever" "Nyamo / Habatsu Tōsō / Yukari ga Kita / Warukunaimon / Dokomademo" (「にゃも」 「派閥闘争」 「ゆかりがきた」 「悪くないもん」 「どこまでも」)                                                                            | week of 2002-04-22 |
| 4  | "A Fun Profession / Pool, Pool, Pool / Ribbon / Just the Two of Them / A Good Person?" "Tanoshii Shokugyō / Pūru Pūru Pūru / Ribon / Futarikkiri / Ii Hito?" (「楽しい職業」 「プールプールプール」 「りぼん」 「ふたりっきり」 「いいひと?」)                                                          | week of 2002-04-29 |
| 5  | "Summer Break / Welcome to Chiyo's Room / Invitation / Someone with Experience, Speak / Done For" "Natsuyasumi / Yōkoso Chiyo no Heya e / Goshōtai / Keikensha Katatte / Mō Dame" (「なつやすみ」 「ようこそちよの部屋へ」 「ご招待」 「経験者語って」 「もうだめ」)                                    | week of 2002-05-06 |
| 6  | "Equation for Victory / Sakaki of Class 3, Kagura of Class 5 / Runaway Victory / Yay / Dancing the Grand Finale" "Shōri no Hōteishiki / Sangumi no Sakaki, Gokumi no Kagura / Butchigiri / Waai / Odoru Daidan'en" (「勝利の方程式」 「三組の榊、五組の神楽」 「ぶっちぎり」 「わーい」 「踊る大団円」) | week of 2002-05-13 |
| 7  | "Fairyland Class / Man of Character / Go with Enthusiasm! / The Mascot / Enemy?" "Otogi no Gumi / Jinkakusha / Nori Nori Gō! / Masukotto / Teki?" (「おとぎの組」 「人格者」 「のりのりゴー!」 「マスコット」 「敵?」)                                                                                  | week of 2002-05-20 |
| 8  | "Osaka's New Year's Dream / In Tomo-chan's Case / In Sakaki's Case / Welcome / In Kaorin's Case" "Ōsaka no Hatsuyume / Tomo-chan no Baai / Sakaki no Baai / Yōkoso / Kaorin no Baai" (「大阪の初夢」 「ともちゃんの場合」 「榊の場合」 「ようこそ」 「かおりんの場合」)                                 | week of 2002-05-27 |
| 9  | "If I Can't Pet One... / 11 Years Old / Mr. Kitty Cat... / Premise / Why?" "Sawarenai Nara / 11 Sai / Neko-san... / Settei / Nande?" (「触れないなら」 「11才」 「ねこさん...」 「設定」 「何で?」) | week of 2002-06-03 |
| 10 | "Draft Nomination / Class Change / Wolf / Superior Airs Woosh Woosh / Marco..." "Dorafuto Shimei / Kurasu Gae / Ōkami / Senpai Kaze Pyū Pyū / Maruko..." (「ドラフト指名」 「クラス替え」 「おおかみ」 「先輩風ぴゅｰぴゅｰ」 「マルコ...」)                                                              | week of 2002-06-10 |
| 11 | "Cosmopolitan City / Showdown / Even If You Don't Fight / Covered in Cats / Don't Run" "Kokusaitoshi / Taiketsu / Tataka na Kute mo / Nekomamire / Nigenaide" (「国際都市」 「対決」 「たたかなくても」 「ねこまみれ」 「逃げないで」)                                                                  | week of 2002-06-17 |
| 12 | "Chiyo-chan's Day / High School Friends / Lunch / Afternoon / Skipping Rope" "Chiyo-chan no Ichinichi / Kōkō no Tomodachi / Ohiru / Gogo / Nawatobi" (「ちよちゃんの1日」 「高校のともだち」 「お昼」 「ごご」 「なわとび」)                                                                            | week of 2002-06-24 |
| 13 | "Tactics without Guard / S / Midterms / Formation / Ability" "Nō Gādo Senpō / S / Chūkan Tesuto / Kessei / Nōryoku" (「ノーガード戦法」 「S」 「中間テスト」 「結成」 「能力」) | week of 2002-07-01 |
| 14 | "Shopping / Gathering / Sea! / Capturing Strategy / Adult's World" "Okaimono / Shūgō / Umii! / Hokaku Sakusen / Otona no Sekai" (「おかいもの」 「集合」 「うみー!」 「捕獲作戦」 「大人の世界」) | week of 2002-07-08 |
| 15 | "Kimura's Family / Ya See, Ya See? / An Unexpected Mother? / Hardness / Results" "Kimura Ke no Hitobito / Mita Mita? / Mikakunin Okusan / Gachi Gachi / Kekka Happyō" (「木村家の人々」 「みたみた?」 「未確認奥さん」 「ガチガチ」 「結果発表」)                                                       | week of 2002-07-15 |
| 16 | "Combination / Advent / Cute / Order / Advertising Impact" "Kumiawase / Kōrin / Kawaii / Chūmon / Senden Kōka" (「組み合わせ」 「降臨」 「かわいい」 「注文」 「宣伝効果」) | week of 2002-07-22 |
| 17 | "Osaka's Scary Story / Feeling Different / December / Incredible Santa / Christmas Meeting" "Ōsaka no Kaidan / Kibun Tenkan / Shiwasu / Sugoi Santa / Kurisumasu Kai" (「大阪の怪談」 「気分転換」 「師走」 「すごいサンタ」 「クリスマス会」)                                                          | week of 2002-07-29 |
| 18 | "Elated Yomi / Betrayal / Wakuwaku Wakuwaku / Companionship's End / Go" "Uki Yomi / Uragiri / Wakuwaku Wakuwaku / Nakama Hazure / Gō" (「うきよみ」 「裏切り」 「ワクワクワクワク」 「仲間はずれ」 「ゴー」)                                                                                            | week of 2002-08-05 |
| 19 | "Yawning Expert / Springtime of Life / Adult Cherry-Blossom Viewing / Child Cherry-Blossom Viewing / Cherry Blossom" "Akubi Meijin / Nanda ka Seishun / Otona no Hanami / Kodomo no Hanami / Sakura" (「あくび名人」 「なんだか青春」 「大人の花見」 「子供の花見」 「桜」)                             | week of 2002-08-12 |
| 20 | "Separation / Yukari's Birthday / Spread your wings Chiyo / Child President / Please Let Me Be Strong" "Betsuri / Yukari no Tanjōbi / Habatake Chiyo / Kodomo Daitōryō / Tsuyoku Ikite Kudasai" (「別離」 「ゆかりちゃんの誕生日」 「はばたけちよ」 「こども大統領」 「強く生きてください」)            | week of 2002-08-19 |
| 21 | "Anticipation / I Just Couldn't / Watery Grave / Island of Dreams / Mountain Cat" "Kitai / Itemo Tattemo / Umi no Mokuzu / Yume no Shima / Yama ni Sumu Neko" (「期待」 「いてもたっても」 「海の藻屑」 「夢の島」 「山にすむネコ」)                                                                    | week of 2002-08-26 |
| 22 | "It's Nice / Tricked / Kurosawa-sensei / Attempted / It's Not Over Yet" "Naisu Desu yo / Damasareta / Kurosawa-sensei / Misui / Mada Owattenai" (「ナイスですよ」 「だまされた」 「黒沢先生」 「未遂」 「まだ終わってない」)                                                                            | week of 2002-09-02 |
| 23 | "Chewed / Cheerleaders / I Didn't Think / We'll Run Together / United" "Kanda / Moriageyaku / Kangaetenakatta / Minna de Hashirimasu / Ichigan" (「かんだ」 「もりあげ役」 「考えてなかった」 「みんなで走ります」 「一丸」)                                                                            | week of 2002-09-09 |
| 24 | "Career Path / Showdown / Let's Hurry / Popularity / Together with Maya" "Shinro / Taiketsu / Hayaku Ikō / Jinbō / Maya to Issho" (「進路」 「対決」 「はやくいこう」 「人望」 「マヤと一緒」) | week of 2002-09-16 |
| 25 | "Course Discussion / Pray for Success / Fight! / Study Session / Tomo and Osaka's Day of Fate" "Shinro Sōdan / Gōkaku Kigan / Faito / Benkyōkai / Tomo to Ōsaka Unmei no Hi" (「進路相談」 「合格祈願」 「ファイト」 「勉強会」 「ともと大阪 運命の日」)                                                | week of 2002-09-23 |
| 26 | "First Graduation / A Thousand Emotions / Sadness / Our Old School / Everyone" "Hajimete no Sotsugyō / Bankan / Kanashimi / Bokō / Minna" (「初めての卒業」 「万感」 「悲しみ」 「母校」 「みんな」) | week of 2002-09-30 |